# ديفي شيتي
ديفي شيتي (بالهندية: देवि शेट्टी؛ بالإنجليزية: Devi Shetty) هو جراح هندي، ولد في 8 مايو 1953 في مانغلور في الهند.